# وارن كارتر (كرة سلة)
وارن كارتر (بالإنجليزية: Warren Carter)‏ مواليد 23 أبريل 1985 في دالاس، هو لاعب كرة سلة أمريكي. بدأ مسيرته الاحترافية في سنة 2007. يبلغ طوله 6 قدم 8 2⁄3 بوصة (2.0 م). لعب كرة السلة الجامعية في جامعة إلينوي في إربانا-شامبين.

## المسيرة الاحترافية
لعب مع توركو كونياسبور في الدوري التركي في موسم 2007–2008، ثم لعب مع نادي إشبيلية لكرة السلة في الدوري الإسباني في موسم 2008–2009، ثم لعب مع نادي فينتسبيلس لكرة السلة في سنة 2009.

## روابط خارجية
- وارن كارتر على موقع الدوري الأوروبي لكرة السلة (الإنجليزية)
- وارن كارتر على موقع الدوري الإسباني لكرة السلة (الإسبانية)
- وارن كارتر على موقع كرة السلة الأوروبية.كوم (الإنجليزية)
- وارن كارتر على موقع كلية كرة السلة في سبورتس رفرنس.كوم (الإنجليزية)
- وارن كارتر على موقع ريلجم (الإنجليزية)
- وارن كارتر على موقع بروبوليرز (الإنجليزية)
- وارن كارتر على موقع سبورتس رفرنس (الإنجليزية)